# The King of Fighters 2001
The King of Fighters 2001 (KOF 2001, eller KOF '01) är ett fightingspel producerat av Eolith för Neo Geo. Det är det åttonde spelet i The King of Fighters-serien, den tredje och sista delen av "NESTS Chronicles" -berättelsebågen och det första spelet som producerades efter stängningen av den ursprungliga SNK. Spelet producerades av Sydkorea- baserade företaget Eolith och utvecklat av Eolith och Brezzasoft, ett företag bildat av tidigare SNK-anställda. Av denna anledning visas SNK-loggan vid öppningen, men SNK:s utvecklingspersonal är inte alls involverad i produktionen av själva spelet, förutom spelljudet. På grund av tillströmningen av koreanskt kapital kan dess inflytande ses i de deltagande karaktärerna. Spelet portades endast till Sega Dreamcast i Japan och PlayStation 2. Den fristående PlayStation 2-versionen släpptes i Nordamerika och i Europa i ett två-i-ett-paket med det föregående spelet i serien, The King of Fighters 2000. Både den ursprungliga Neo Geo-versionen och Sega Dreamcast-versionen ingick i The King of Fighters NESTS Hen kompilering släppt för PlayStation 2 i Japan.

## Handling
Spelet innehåller nya figurer som May Lee, Angel, K9999, Original Zero, Igniz och gamla som Heidern och Goro Daimon). Spelet innehåller 40 spelfigurer + 2 bossar.

### Fotnoter
1. ↑  ”The King of Fighters 2001” (på engelska). The King Of Fighters Official Website. 13 mars 2001. http://kofaniv.snkplaymore.co.jp/english/history/history.php?num=kof2001. Läst 20 maj 2015.
2. ↑  ”The King of Fighters 2001” (på engelska). Mobygames. 13 mars 2001. http://www.mobygames.com/game/king-of-fighters-2001. Läst 20 maj 2015.